# Storia dei Greci
La Storia dei Greci è un saggio storico scritto da Indro Montanelli. Uscì dapprima a puntate su La Domenica del Corriere, sulla scia del grande successo di vendite riscosso dal precedente Storia di Roma, su suggerimento di Dino Buzzati. Fu pubblicato in volume nel 1959: da allora, è stato costantemente ristampato, fino ad oggi. 
Come disse l'autore, «L'ho chiamata "Storia dei Greci" perché, a differenza di quella di Roma, è una storia di uomini, più che una storia di popolo, di nazione, o di stato.»
I personaggi sui quali si sofferma non sono i generali achei o spartani, ma i vivi ritratti di Omero, dello scopritore di Troia, il tedesco Heinrich Schliemann, di Socrate, di Pitagora, di Saffo, di Pericle, Minosse, Eraclito, Aristofane, e molti altri ancora. Scopo di Montanelli non è quello di fornire un arido elenco di avvenimenti, ma di guidare il lettore nel mondo e soprattutto nella cultura greca, seguendo un ordine del tutto personale, cronologico nella sua impostazione generale, cogliendo i caratteri principali dell'enorme eredità della civilizzazione greca.
Al centro dell'opera non è il singolo evento storico ma l'interpretazione di questi, il racconto appassionato di vite vissute, le emozioni e le passioni che soggiaciono dietro a scelte ed eventi: scelta questa che rende i personaggi dei nostri contemporanei, certamente più umani e vicini di come li raccontavano i libri accademici di storia.

## Edizioni
- Storia dei Greci, Milano, Rizzoli, 1959.
- Storia dei Greci, Collana BUR, Milano, Rizzoli, 1976-2023.
- (ES) Historia de los griegos. Historia de Roma, traduzione di Domingo Pruna, Esplugues de Llobregat, Plaza & Janés Editores, 1976, ISBN 84-01-41031-2.